# Stefaan Freeling
Stefaan Freeling (* 1969) ist ein ehemaliger belgischer Motocrossfahrer und Bobsportler und gegenwärtiger Sportfunktionär. Seit 2010 ist er Generalsekretär des belgischen Bob- und Skeletonverbandes sowie seit 2018 Vizepräsident für Internationale Angelegenheiten der International Bobsleigh & Skeleton Federation.

## Leben
Freeling war von 1987 bis 1992 als Motocrossfahrer in den Klassen bis 125 cm³ und 250 cm³ aktiv, ehe er von 1993 bis 1998 als Bobsportler für den belgischen Verband antrat. Nach dem Ende seiner aktiven Karriere arbeitete er von 2001 bis 2007 als Verkäufer für einen Automobilhersteller. 2007 wurde er Mitarbeiter des belgischen Bob- und Skeletonverbandes, dessen Generalsekretär er im Januar 2010 wurde. Für die International Bobsleigh & Skeleton Federation war er von 2011 bis 2014 Mitglied des Entwicklungsausschusses sowie von 2014 bis 2018 des Sportausschusses für Bobsport. Im Juni 2018 wurde er beim Jahreskongress des Bob- und Skeletonweltverbandes in Rom zum Vizepräsidenten für Internationale Angelegenheiten gewählt. Er wurde damit Nachfolger des Briten Adam Pengilly.
Stefaan Freeling ist verheiratet. Sein Sohn Colin ist Skeletonpilot und nahm an den Olympischen Jugend-Winterspielen 2020 teil, wo er Platz 10 belegte.